# 1986年のテレビ (日本)
1986年のテレビ（1986ねんのテレビ）では、1986年（昭和61年）の日本におけるテレビジョン放送全般の動向についてまとめる。

## 番組関係のできごと

### 1月
- 2日 - TBS系で、正月特番『第15回レコード10社対抗 新春オールスター大運動会』を放送（開催場所：東京体育館）。この回から、それまで進行役チーフを務めた渡辺謙太郎（当時：TBSアナウンサー）が総合司会に昇格、これに伴い、それまでの総合司会だった高橋圭三（フリーアナウンサー、元：NHKアナウンサー、元：参議院議員）は、新たに「大会会長」と「審査委員長」を務める事になった。なお大会は1971年開始以来「レコード会社対抗」で組み分けしていたが、この年を以て廃止、次回（1987年）開催の第16回（最終大会）では「紅白対抗」にリニューアルした。
- 3日 - TBS系で先述の『新春オールスター大運動会』と並ぶ正月特番『第8回新春オールスター水上大運動会』を放送（開催場所：池袋スケートセンター内屋内プール）。総合司会は長きに渡って務めた渡辺謙太郎と酒井ゆきえから小島一慶（当時：TBSアナウンサー）と渡部絵美に交代、またチーム分けも2年間使われた「イエローパワーズ」と「ブルーファイターズ」から「東軍」・「西軍」に戻し、キャプテンはこちらも長きに渡って務めた田原俊彦（東軍→イエロー）と近藤真彦（西軍→ブルー）からシブがき隊（東軍）と少年隊（西軍）に交代した。しかしこの回を以て、1979年以来続いた番組は終了した。
- 4日 - 毎日放送・TBS系『すてきな出逢い いい朝8時』ではこの日、司会陣の一人であった声楽家の立川清登が前年の12月31日に急逝したのに伴い、立川の追悼特集を放送した。
- 5日 - NHK大河ドラマ『いのち』（脚本：橋田壽賀子・主演：三田佳子）放送開始（ - 12月14日）。
- 11日 - TBS系で『8時だョ!全員集合』の後番組として、同番組に出演していたザ・ドリフターズのメンバー加藤茶と志村けんメインによるコントバラエティ番組『加トちゃんケンちゃんごきげんテレビ』がこの日から放送開始[1]。加藤と志村によるハードボイルド風のコントドラマ「THE DETECTIVE STORY」や番組後半の視聴者からの投稿で作る「おもしろビデオ」コーナーが人気を博し[2]、1992年3月まで7年近くにわたって続くヒットとなった。なお「おもしろビデオ」は日本国外でも今なお人気を博している。

### 2月
- 19日 - フジテレビ系で1981年4月から5年間にわたって放送された鳥山明原作のアニメ『Dr.スランプ アラレちゃん』がこの日をもって最終回を迎えた。翌週26日から同じく鳥山原作の『ドラゴンボール』が放送開始。その後『Z』『GT』と続き、後に『改』『超』と断続的に続くシリーズとなる。
- 24日〜26日 - フィリピンで大統領選挙がきっかけとなって政変（エドゥサ革命）が起こる。日本のテレビ各局はフィリピンに取材陣を派遣してニュースの放送時間を増やす措置を取った[3][4]。

### 3月
- 日本テレビ系の歌謡バラエティ番組『全日本歌まね選手権』が終了、これで1973年4月（昭和48年）から続いた『スターに挑戦!!』シリーズが約13年の歴史に幕。
- 17日 - NHK総合で1978年（昭和53年）5月から放送されていた科学情報番組『ウルトラアイ』がこの日の放送を以て終了、8年の歴史に幕[5]。
- 18日 - TBS系で1975年（昭和50年）10月から放送されていたクイズ番組『ぴったし カン・カン』がこの日の放送を以って終了、10年半の歴史に幕。
- 19日 - フジテレビ系で1981年10月から4年半にわたり放送された高橋留美子原作のテレビアニメ『うる星やつら』が最終回。翌週3月26日より同じく高橋原作の『めぞん一刻』が放送開始（ - 1988年3月）。
- 20日 - 朝日放送（朝日放送テレビの前身）制作・テレビ朝日系のクイズ番組『三枝の国盗りゲーム』がこの日最終回を迎え、8年半の歴史に幕。
- 22日 - NHK総合『バラエティー生活笑百科』（NHK大阪制作）で相談室長を担当した西川きよしがこの年の参議院選挙に出馬を表明したため同番組を降板、翌週の放送から笑福亭仁鶴に交代する[6]。また、西川が司会を務めていた読売テレビ・日本テレビ系『やす・きよのスター爆笑Q&A』も桂文珍に交代する（1992年3月の最終回まで）。
- 24日 - フジテレビ系のバラエティー番組・『森田一義アワー 笑っていいとも!』の月曜レギュラーだった小林克也が降板。
- 27日 - テレビ朝日系のクイズ番組『クイズタイムショック』（初代）がこの日の放送（第888回）を以て終了、17年3か月の歴史に幕。
- 28日 - 朝日放送制作・テレビ朝日系列[注 1]の牛乳石鹸共進社一社提供番組『シャボン玉プレゼント』[注 2] が、この日15年の幕を降ろす。これにより牛乳石鹸一社提供番組が全廃となる。
- 30日 - 朝日放送制作・テレビ朝日系列のクイズバラエティー番組『THE ビッグ!』シリーズが6年7ヶ月（中断期間あり）、『世界一周双六ゲーム』が6年の歴史にそれぞれ幕。この月だけでテレビ朝日系列の視聴者参加型クイズ番組が4本（うち朝日放送制作は『国盗りゲーム』を含め3本）終了した。
- 31日
  - 日本テレビ系『お昼のワイドショー』の総合司会が砂川啓介から元NHKアナウンサーの生方恵一に交代。生方は1987年9月の最終回まで担当した。
  - 日本テレビ系の歌謡番組『ザ・トップテン』（1981年3月30日 - ）がこの日最終回を迎え、5年間の歴史に幕。
  - フジテレビ系『笑っていいとも!』の新レギュラーにせんだみつお（月曜日）と翌4月1日に森末慎二（火曜日）がそれぞれ登板。

### 4月
- ハレー彗星が76年ぶりに地球に大接近。NHK・民放各局でその模様を伝える特別番組が放送された。
- 1日 - フジテレビ系の朝の報道番組・『FNNモーニングワイド ニュース&スポーツ』が『FNNモーニングコール』にタイトルを変更（1990年3月30日放送終了）[7]。司会は同局の中村洋子、川端健嗣、長野智子両アナウンサーが担当。
- 7日
  - NHK、新年度の番組編成開始。
    - 連続テレビ小説第36作『はね駒』（主演：斉藤由貴）放送開始（ - 10月4日）。
    - 総合テレビ平日18時台前半枠で情報生番組『にっぽん列島ただいま6時』（司会：宮本隆治アナウンサー）放送開始（ - 1988年3月）。

  - 日本テレビ系で『歌のトップテン』放送開始。初代司会は徳光和夫（当時：日本テレビアナウンサー）と石野真子（ - 1990年3月）。当日第1位は中森明菜の「DESIRE -情熱-」。
- 8日 - アイドル歌手の岡田有希子がこの日、東京都新宿区の所属事務所の入居するビルの最上階から飛び降り自殺を図り死亡（享年18）。
  - テレビ朝日系の昼のワイドショー『なうNOWスタジオ』では放送終了間際に岡田死亡の第一報を伝え、岡田が自殺する場面に遭遇した芸能リポーターの梨元勝は当時レギュラー出演していた日本テレビ系の午後のワイドショー『酒井広のうわさのスタジオ』で梨元のVTRリポートを交えながら岡田の自殺を伝えた。
  - TBS系『ザ・ベストテン』では10日放送のエンディングで、司会の黒柳徹子が岡田の訃報を涙ながらに伝え、当日出演した中森明菜が号泣した[注 3]。
- 4月11日 - 日本テレビ系『11PM』でマスコミの犯罪報道の問題を取り上げた「現代版ああ罪と罰!!実名か匿名か!?マスコミ犯罪報道を考える」が放送される[8][9]。
- 13日
  - NHK総合で1974年（昭和49年）から続いた歌謡番組『レッツゴーヤング』が終了、12年の歴史に幕。翌週20日より『ヤングスタジオ101』（司会：天宮良・小倉久寛）に継承。[10][注 4]
  - NHK総合の『NHK特集』で、『シルクロード』に次ぐ日中共同取材番組の第2弾として『大黄河』放送開始。1987年3月8日まで概ね月1回放送[11][9]。
- 14日 - NHK総合で『ウルトラアイ』の後番組となる科学バラエティ番組『トライ&トライ』が放送開始（ - 1991年3月）、司会は前番組より引き続き山川静夫（当時NHKアナウンサー）。
- 19日
  - テレビ東京系の土曜19〜20時枠に、紀行番組を兼ねた単発特別番組枠『土曜スペシャル』が放送開始。以後、10月11日より19:30開始の90分番組に短縮、1998年12月19日より2時間に復帰、2013年4月より18:30開始となり2時間半に拡大、2017年4月より19:54までの1時間半へ短縮、2024年現在も継続中。
  - TBS系の土曜22時枠に、元NHKアナウンサー草野仁司会のワールドクイズ番組『世界・ふしぎ発見!』が放送開始[1][12]（1987年10月3日より土曜21時枠へ移動[2]した。）（ - 2024年3月30日）。
- 21日 - 読売テレビ・日本テレビ系平日朝帯で『朝の連続ドラマ』が放送開始。第1作は『花いちばん』。制作局の読売テレビなど西日本を中心とした日本テレビ系列局では8時30分からの放送（日テレなど東日本は10時から）だったため、それらの地域の『ルックルックこんにちは』は9時からの30分遅れでの時差ネット（いわゆる撮って出し方式）という変則的な編成となった（ - 1993年12月24日）。
- 28日
  - TBS系『ナショナル劇場』で『水戸黄門 第16部』がスタート。本部よりかげろうお銀役として由美かおるがレギュラー登板。
  - フジテレビ系で『志村けんのバカ殿様』が特別番組として放送開始（ - 2020年）。番組開始当初は月曜ドラマランド内で放送されていた[注 5]。主な出演者に志村、田代まさし、東八郎ら[注 6]。

### 5月
- 2日 - TBS系でビートたけし冠司会による視聴者参加型ゲームバラエティ番組『痛快なりゆき番組 風雲!たけし城』放送開始（ - 1989年4月14日）[1]。
- 8日 - イギリスのチャールズ3世（当時皇太子）とダイアナ妃が来日。10日には歓迎式典が行われ、NHK総合とTBSで放送。11日には各局（NHK教育、テレビ東京、独立U局を除く）で歓迎パレードの模様を生中継した[2]。

### 6月
- 6日 - 『NHK特集』で、この年の日本プロ野球で前人未到の2000試合連続出場を達成した広島の衣笠祥雄選手（当時）に密着した『17年間休まなかった男～衣笠祥雄の野球人生～』を放送[13]。
- 27日 - テレビ東京系『おはようスタジオ』（1979年4月 - ）がこの日最終回、7年3ヶ月に亘る歴史に幕。
- 29日 - テレビ朝日系のクイズ番組『象印クイズ ヒントでピント』の女性軍キャプテンを務めた小説家の栗本薫（当時：中島梓）が卒業[14]。

### 7月
- 6日 - 衆参同日選挙（第38回衆議院議員総選挙・第14回参議院議員通常選挙）が実施。すべて翌日開票となった関係でNHK総合・民放各局は7日の朝からほぼ終日選挙特番を編成した[15]。
- 12日 - 毎日放送が、35周年記念テレビ番組『小澤征爾・ボストン交響楽団演奏会』[注 7]（PCMデジタル録音・ステレオ放送）を、一部のTBS系列局にて放送。その番組送出では、1インチVTRに於いて、世界で初めてデジタル音声仕様のVTRが使用された（映像はアナログ）[17]。
- 13日 - テレビ朝日系のクイズ番組・『象印クイズ ヒントでピント』の女性軍新キャプテンにエッセイストの山内美郷が登板[18]。
- 21日〜8月28日 - テレビ朝日（関東ローカル）の10:30 - 11:30で、夏休みの特別編成『夏休みまんが大会』として、『機動戦士ガンダム』（前半、名古屋テレビ制作）と『科学戦隊ダイナマン』（後半）を再放送。これを以て、NET時代の1961年に『夏休み映画大会』から始まった夏休み朝のアニメ・ドラマ再放送による特別編成が終了。25年の歴史に幕。
- 23日 - イギリス・エリザベス2世の次男ヨーク公アンドルーとセーラ・ファーガソンが結婚、各局で報道特別番組を放送。
- 25日 - TBS系金曜21時枠で、明石家さんま主演の恋愛ドラマ『男女7人夏物語』が放送開始[1]、トレンディドラマの根幹となった（ - 9月26日、1987年には第2作『男女7人秋物語』が制作）。

### 9月
- 12日 - フジテレビが『録画チャンネル4.5』放送開始。翌年同局とTBSで始まった24時間放送の布石となる。
- 17日 - 日本テレビ系の『歌のワイド90分!』がこの日を以て終了。
- 22日 - 日本テレビ系のロート製薬一社提供番組『（新）ごきげん月曜7時半』がこの日終了、そして翌29日に放送された単発コメディ『ギャグパラダイス!俺たちにカギはない』を以って、1963年（昭和38年）2月開始の時代劇『白面剣士 牛若天狗』以来23年7か月続いた、日本テレビのロート製薬一社提供番組が終結した。
- 24日 - テレビ朝日系で1976年（昭和51年）から放送されていた萩本欽一のバラエティ番組『欽ちゃんのどこまでやるの!?』が終了、10年の歴史に幕。
- 25日 - TBS系『ザ・ベストテン』の第2代男性司会者を前年10月から1年間務めた小西博之がこの日の放送で卒業。なお、この週の第1位は石井明美「CHA-CHA-CHA」[注 8]。
- 26日
  - TBS系で1968年（昭和43年）から放送されていた帯ドラマ『テレビ小説』が終了（最終作品は『恋とオムレツ』）、延べ40作、18年の歴史に幕[1][19]。
  - 日本テレビ系で1975年（昭和50年）4月から放送されたバラエティ番組『カックラキン大放送!!』→『カックラキン決定版!』が終了。11年半（中断期間を含む）の放送に幕。
  - テレビ朝日系の『ワールドプロレスリング』がこの日を以って金曜20時台の放送を終了し、10月13日から月曜20時台へ移動[注 9]。1958年（昭和33年）9月5日に開始した日本テレビ系『日本プロレス中継』から続いてきた金曜20時台プロレス中継の歴史に幕。
- 26日・29日 - 『NHK特集』で、この年起こったチェルノブイリ原子力発電所事故を検証する『調査報告・チェルノブイリ原発事故』を放送。
- 28日
  - フジテレビ系の日曜18時枠前半で放送されたスポーツニュース番組『スポーツ特Q』が終了、1983年（昭和58年）4月3日開始の『サントリー スポーツ天国』以来、3年半続いた日曜18時のスポーツニュース枠が終結。
  - フジテレビ系『オールスター家族対抗歌合戦』がこの日で終了、延べ699回、14年の歴史に幕。

### 10月
- 2日
  - TBS系『ザ・チャンス!』が、この日の放送を以って7年半の幕を降ろす。
  - TBS系『ザ・ベストテン』の第3代男性司会者として、スポーツ実況などを担当する同局アナウンサー（当時）の松下賢次が登板（松下は1988年12月まで担当）。小西最終日の前週に続き、石井明美の「CHA-CHA-CHA」が第1位を獲得[注 8]。
- 5日 - テレビ朝日系『象印クイズ ヒントでピント』の女性軍4枠を務めた斉藤ゆう子が卒業[20]、翌週12日放送分より後任として飯千恵子（後の飯星景子）が加入[21]。
- 6日 - NHK連続テレビ小説第37作『都の風』（主演：加納みゆき。NHK大阪制作）放送開始（ - 1987年4月4日）。
- 7日 - テレビ東京系でアメリカの刑事ドラマ『マイアミ・バイス』がスタート。同系列で海外ドラマの本放送を初めて放映した作品となった。
- 9日
  - TBS系『ザ・チャンス!』の後番組で、加藤茶（ザ・ドリフターズ）司会によるゲームバラエティ番組『ゲーム・史上最大の作戦』が放送開始（11月13日より『加ト茶の史上最大の作戦!!』と改題[注 10]。 - 1987年3月）。
  - TBS系『ザ・ベストテン』が放送450回を記念して、長野県松本市から公開生放送。松下2週目のこの週も、石井明美の「CHA-CHA-CHA」が第1位を獲得[注 8]。
- 12日 - TBS系で過去のテレビ番組やCMを振り返るバラエティ番組『テレビ探偵団』放送開始（ - 1992年3月）[1][22]。
- 21日 - TBS系の火曜19:20〜20:54枠で萩本欽一司会のバラエティ番組『ドキド欽ちゃんスピリッツ!!』が放送開始（ - 1987年3月）。『欽どこ』が終了してから初めての萩本司会の新番組だが、かつて"視聴率100%男"の異名をとった萩本もこの時すでに勢いを失っており、わずか半年で終了した。一方で、同番組にレギュラー出演していたベテラン俳優の高橋英樹や体操選手でロサンゼルス五輪金メダリストの森末慎二がバラエティ路線に進出するきっかけを作った。
- 24日 - テレビ朝日系の金曜20時枠で、歌謡番組『ミュージックステーション』が放送開始。初代司会は関口宏と中原理恵（関口は1987年3月まで）[注 11]（2019年10月より21時枠に移動し2025年時点で継続中）。

### 11月
- 14日 - 日本テレビ系で1972年（昭和47年）に放送開始された東宝制作の刑事ドラマ『太陽にほえろ!』がこの日、第718話「そしてまた、ボスと共に」を以て14年4か月にわたる放送に幕。最終回には石原裕次郎演ずる"ボス"こと「藤堂俊介」刑事課長が再登場した。なお2週間後の28日より『太陽にほえろ!PARTII』が開始された[注 12]。
- 21日 - 伊豆大島・三原山が大噴火。この日の夕方から翌日早朝にかけてテレビ各局は特別報道態勢をとった。

### 12月
- 9日 - お笑いタレントのビートたけしとたけし軍団（つまみ枝豆・ラッシャー板前・井手らっきょを除く）によるフライデー襲撃事件が起こる。これにより、たけしが出演する各局は対応に追われる。
  - フジテレビ系『オレたちひょうきん族』では、たけしのメイン企画かつ同番組の看板コーナー「タケちゃんマン」がしばらくの間休止となった。
  - 日本テレビ系『スーパージョッキー』では、当時たけしが所属していた事務所の後輩である山田邦子がたけしの代理司会を務め、襲撃事件に携っていないたけし軍団メンバー（枝豆・ラッシャー・井手）も出演して番組が続けられた。また同局系『天才・たけしの元気が出るテレビ!!』は番組タイトルから「たけし」の冠を外して『元気が出るテレビ!!』のタイトルで放送された。その間の司会は、「（たけし）社長海外出張中」のため、山田邦子が「社長代理」として務めた。
  - TBS系『風雲!たけし城』では、たけしと事件に携った軍団メンバーが復帰するまでの間、枝豆・ラッシャー・井手の3人を中心に番組が続けられた。影武者として登場した、たけしの着ぐるみ（中はラッシャー）が、たけし本人の留守を守った。
  - テレビ朝日系『ビートたけしのスポーツ大将』（第1期）は、たけしの冠を外し『スポーツ大将』として放送し、1987年3月に一旦終了した[注 13]。また同局系『たけし軍団!ヒット&ビート』は事件の影響で放送休止となり、そのまま放送打ち切りとなった。
- 28日
  - 日本テレビ系で1975年（昭和50年）4月から放送されていたドキュメンタリー番組『トヨタ日曜ドキュメンタリー 知られざる世界』がこの日の放送を以って終了、11年9か月の歴史に幕。
  - 朝日放送制作・テレビ朝日系列の視聴者参加クイズ番組『パネルクイズ アタック25』で、東京都の女性が史上5人目のパーフェクトを達成[注 14]。
- 30日・31日 - 日本テレビ系で年末時代劇スペシャル第2作『白虎隊』（出演：森繁久彌、里見浩太朗他）放送。堀内孝雄が歌った同作の主題歌「愛しき日々」も大ヒットした。
- 31日
  - TBS系で『第28回日本レコード大賞』放送。大賞は中森明菜の「DESIRE -情熱-」。中森は大賞2連覇を記録。
  - 『第37回NHK紅白歌合戦』放送。総合司会は吉川精一アナウンサー（当時、東京アナウンス室）が務め、紅組司会は目加田頼子アナウンサーと紅組初出場の斎藤由貴、白組司会は千田正穂アナウンサー（当時、東京アナウンス室）と白組出場の加山雄三がそれぞれ務めた。なお、平均視聴率は59.4%（関東地区、ビデオリサーチ調べ）と、初めて60%を割る結果となった。

当日の生放送では、白組の司会をした加山が、白組トップバッターを務めた少年隊の「仮面舞踏会」の曲紹介時、「紅白初出場。少年隊、『仮面ライダー』です」と曲目を言い間違えてしまうハプニングが発生[23][24][注 15] 。
尚、当初紅白に白組で出場が決まっていた演歌歌手の北島三郎と山本譲二が暴力団稲川会の新年会に出席していたことが週刊誌などで報道され、紅白出場を辞退するとの出来事があった[25]。共に、同日にテレビ東京系で放送の『第19回年忘れにっぽんの歌』への出演も辞退したほか、北島はこの年「北の漁場」で『レコ大』の最優秀歌唱賞を受賞したがそちらも欠場した。

## その他テレビに関する話題
- フジテレビが1982年から、在京民放局で5年連続の年間視聴率3冠王を達成する。翌1987年春には、年度視聴率でも在京民放局で5年連続の3冠王を達成する。
- 1月17日 - 郵政省（総務省の前身）が民放テレビ全国四波化の目標を設け、第1段階として青森・秋田・岩手・山形・富山・石川・長崎の7地区に3局目の周波数を割り当てる方針を決定[26][27]。
- 3月22日 - TBS社長の山西由之が急逝（63歳没）[1]。6月27日に濱口浩三が就任[1]するまで社長ポストが空席となる。
- 4月1日

- - フジテレビが、グループのCI導入に伴い、シンボルマークを1959年（昭和34年）の開局以来使用してきた8マーク（亀倉雄策作）から、2025年現在も使用している目玉マーク（吉田カツ作）に変更。
  - 広島ホームテレビが略称を「UHT」から「HOME」に変更。
- 4月 - 沖縄テレビ放送（OTV）では春闘などにより自社制作やローカルニュース等の番組配信ができず、特に19日は一日中キー局（フジテレビ）からのマイクロ回線を一日中そのまま放送する形となった。なお、同日の『FNNスーパータイム』のローカル枠はテレビ西日本発のものを放送した。
- 5月11日 - NHKの大相撲中継で吊り屋根の天井中央に小型カメラを取り付け、土俵の真上からの撮影を開始する[28]。
- 5月12日 - NHKの文字多重放送が、東海・北陸管内[注 16]で放送を開始[29]。
- 5月 - テレビ朝日が、六本木アークヒルズに完成したアーク森ビルに本社機能を移転（その後六本木ヒルズに再移転）。
- 8月8日
  - NHK総合の音声多重放送の全国整備が完了、全国で同放送が実施されるようになった[30]。
  - これに伴い、番組冒頭に出す音声多重放送表記を変更。従来1種類だったのを、普段は「ステレオ」「二か国語」の2種類とした[31]。但し、解説放送等の2音声多重については、その都度副音声の内容を表記した。
- 9月17日 - 西日本放送（RNC）の親局送信所が青峰テレビ送信所（香川県高松市・坂出市）から金甲山テレビ送信所（岡山県玉野市・岡山市）に移転（親局の名称は「高松局」のまま）。
- 11月9日 - NHK、音声のみPCMデジタル録再が可能な新型1インチVTRを、衛星放送のBモードステレオ番組の送出に於いて、この日から運用開始[注 17][31]。
- 11月29日 - NHK、文字多重放送の全国整備が完了。未実施地域で、放送開始の午前6時から同放送が実施されるようになった[32]。
- 12月25日 - NHKが衛星第2テレビの試験放送を開始。これで、NHKの衛星放送の試験放送が2波に拡充する[33]。

## 音声多重放送開始
- 2月21日 - NHK総合テレビ（山形）[34]
- 2月23日 - NHK総合テレビ（沖縄）[34]
- 3月1日 - NHK総合テレビ（佐賀）[34]
- 5月3日 - 名古屋テレビ[35]
- 7月1日 - 山梨放送テレビ[36]
- 7月11日 - NHK総合テレビ（甲府）[30]
- 8月8日 - NHK総合テレビ（函館、旭川、帯広、釧路、北見、青森、盛岡、松江、鳥取、徳島、高知、大分、宮崎[30][37][38]）、NHK総合テレビでの全国整備が完了[30]

## 周年

### 番組
- 放送開始30周年
  - 『東芝日曜劇場』（TBS）
  - 『ゆく年くる年』（民放全局）
- 放送開始25周年
  - 『連続テレビ小説』（NHK総合）
  - 『みんなのうた』（NHK）
- 放送開始20周年
  - 『ウルトラシリーズ』(TBS)
  - 『笑点』（日本テレビ）
  - 『すばらしい世界旅行』（日本テレビ）
  - 『日曜洋画劇場』（テレビ朝日）
- 放送開始15周年
  - 『仮面ライダーシリーズ』(毎日放送)
  - 『新婚さんいらっしゃい!』（朝日放送）
  - 『ごちそうさま』（日本テレビ）
  - 『ゴールデン洋画劇場』（フジテレビ）
- 放送開始10周年
  - 『名曲アルバム』（NHK）
  - 『NHK特集』（NHK総合）
  - 『日曜美術館』（NHK教育）
  - 『クイズダービー』（TBS）
  - 『すばらしき仲間』（中部日本放送）
  - 『プロ野球ニュース』（フジテレビ）
  - 『クイズ!ドレミファ・ドン!』（フジテレビ）
  - 『徹子の部屋』（テレビ朝日）
  - 『お笑いマンガ道場』（中京テレビ）
- 放送開始5周年
  - 『クイズ面白ゼミナール』（NHK総合）
  - 『将棋の時間』（NHK教育）
  - 『今夜は最高!』（日本テレビ）
  - 『オレたちひょうきん族』（フジテレビ）
  - 『なるほど!ザ・ワールド』（フジテレビ）
  - 『三枝の愛ラブ!爆笑クリニック』（関西テレビ）
  - 『100万円クイズハンター』（テレビ朝日）
  - 『サタデーふくしま』（福島テレビ）

### 開局・放送開始
3月21日
NHK福岡放送局総合テレビジョン放送開始30周年。
3月22日
NHK仙台放送局、NHK広島放送局総合テレビジョン放送開始30周年。
4月1日
- 県域総合テレビジョン放送開始15周年 - NHK大津放送局（3月1日中継局開所25周年）
- 開局5周年 - テレビ新潟放送網

4月16日
群馬テレビ開局15周年。
5月1日
千葉テレビ放送開局15周年。
5月24日
NHK神戸放送局総合テレビジョン放送開始15周年。
5月31日
NHK和歌山放送局総合テレビジョン放送開始15周年。
10月1日
福島放送開局5周年。
12月1日
中部日本放送、朝日放送（大阪テレビ放送として）テレビジョン放送開始30周年。
12月22日
NHK札幌放送局総合テレビジョン放送開始30周年。

## 記念回
3月
- 12日 - 夜のヒットスタジオDELUXE（フジテレビ）900回

4月
- 5日 - オレたちひょうきん族（フジテレビ）200回

6月
- 10日 - ドリフ大爆笑（フジテレビ）100回
- 20日 - 太陽にほえろ!（日本テレビ）700回
- 不明 - カックラキン決定版（日本テレビ）通算500回

8月
- 14日 - 笑っていいとも!（フジテレビ）1000回[39]

10月
- 9日 - ザ・ベストテン（TBS）450回（長野県松本市から公開生放送）

## 視聴率
（※関東地区、ビデオリサーチ調べ）

### ニュース・報道
- ゆく年くる年（NHK総合、12月31日）42.9%
- 7時のニュース・天気予報（NHK総合、3月23日）37.6%
- NHKニュースワイド（NHK総合、11月22日 6:40-8:15）37.1%
- ニュースセンター特集・三原山大噴火（NHK総合、11月21日）36.3%
- ニュース（NHK総合、8月5日 8:30-8:35）34.5%
- 昭和61年平和記念式典（NHK総合、8月6日）32.6%

### スポーツ
- 大相撲春場所・千秋楽（NHK総合、3月23日 17:12-18:00）36.3%
- '86東京国際マラソン・ダイエーカップ（日本テレビ、2月9日）31.1%
- 土曜ナイター「広島×巨人」（日本テレビ、8月2日）32.4%
- 水曜ナイター「巨人×広島」（日本テレビ、6月11日）32.2%
- '86国際女子駅伝アマダカップ（日本テレビ、2月23日）27.8%
- 第4回全国都道府県対抗女子駅伝競走大会（NHK総合、1月19日）27.1%

### ドラマ
- 連続テレビ小説 はね駒（NHK総合、8月30日）49.7%
- 連続テレビ小説 都の風（NHK総合、11月22日）44.4%
- 連続テレビ小説 いちばん太鼓・最終回（NHK総合、4月5日）39.2%
- 大河ドラマ いのち・最終回（NHK総合、12月14日）36.7%

### バラエティ・歌番組
- 第37回NHK紅白歌合戦（NHK総合、12月31日）59.4%
- 完全中継!!おめでとう森進一・森昌子結婚披露宴（日本テレビ、10月1日）45.1%
- 第23回!'86新春スターかくし芸大会!第1部（フジテレビ、1月1日）32.3%
- なるほど!ザ・ワールド（フジテレビ、11月4日）32.2%
- さよなら1986 ザ・ベストテン豪華版（TBS、12月25日）28.4%
- 月曜ドラマランド夏休み特別企画 志村けんのバカ殿様（フジテレビ、8月25日）27.1%

### 映画
- ゴールデン洋画劇場特別企画『お葬式』（フジテレビ、4月5日）33.9%

### アニメ
- サザエさん（フジテレビ、12月7日）34.4%
- タッチ（フジテレビ、3月30日）31.8%
- ゲゲゲの鬼太郎（フジテレビ、3月22日）29.6%
- ドラえもん（テレビ朝日、1月17日）29.3%
- ドラゴンボール（フジテレビ、11月12日） 28.0%
- Dr.スランプ アラレちゃん（フジテレビ、2月19日）27.6%

## テレビ番組

### テレビドラマ

#### NHK
- 大河ドラマ いのち（出演：三田佳子 他）
- 連続テレビ小説
  - はね駒（主演：斉藤由貴）
  - 都の風
- 銀河テレビ小説
  - 家族は何をする人ぞ[40]
  - まんだら屋の良太[40]
  - 清水みなとストーリー[40]
  - 下町三人娘[41]
  - 風を愛して[41]
  - 月なみき空の天坊一座[41]
  - 主夫物語[41]
  - 続・たけしくん、ハイ![41]
  - 妻・愛は迷路[41]
  - ときめき[41]
  - 故郷はみどり[41]
  - まんが道（主演：竹本孝之・長江健次）[41]
- 武蔵坊弁慶
- 父の詫び状
- こちらブルームーン探偵社 - 海外作品

#### 日本テレビ系
- 水曜9時
  - ジャンプアップ!青春（主演：工藤夕貴）
  - このままじゃ、ボクの将来知れたもの（主演：松方弘樹）
  - パパ合格ママは失格 ※最終作品
- 水曜10時
  - 妻たちの初体験
  - 妻たちの危険な関係
  - 妻たちの課外授業II
- 金曜8時
  - 太陽にほえろ!PART2
- 土曜グランド劇場
  - 春風一番!
  - 新・熱中時代宣言
  - やったぜベイビー!（原作：ビートたけし）
  - 恋する時間です
- 日曜9時
  - あぶない刑事（主演：舘ひろし、柴田恭兵）
- 朝の連続ドラマ（よみうりテレビ制作）
  - 花いちばん（主演：池まり子）
  - 花姉妹（主演：手塚理美）
- セーラー服反逆同盟（主演：中山美穂、仙道敦子）

スペシャルドラマ
- ギャグパラダイス!俺たちにカギはない（主演：三宅裕司、小倉久寛） - 9月29日
- 池中玄太80キロスペシャル（主演:西田敏行） - 10月11日
- なんて素敵にジャパネスク（主演:富田靖子） - 12月27日[注 18]
- 年末時代劇スペシャル 白虎隊 - 12月30日、31日

#### TBS系
- ナショナル劇場
  - 大岡越前・第9部（出演：加藤剛、竹脇無我 他）(1985年10月-)
  - 水戸黄門・第16部（出演：西村晃、里見浩太朗、伊吹吾朗 他）(-1987年1月)
- 火曜8時
  - 遊びじゃないのよ、この恋は（主演：井森美幸）
  - 天使のアッパーカット ※最終作品
- 火曜9時
  - 毎度おさわがせしますII（出演：木村一八、中山美穂、小野寺昭 1985年12月 - 1986年3月）
  - お坊っチャマにはわかるまい!（出演：石橋貴明(とんねるず)、木梨憲武(とんねるず) 他）
  - 夏・体験物語II（出演：吉幾三、MIE 他）
  - 泣いてたまるか（主演：西田敏行）
- 金曜8時
  - セーラー服通り（出演：石野陽子（後のいしのようこ）他）※最終作品
- 金曜9時
  - 親にはナイショで…
  - 大人になるまでガマンする
  - 早春物語 〜私、大人になります〜（出演：荻野目洋子、北大路欣也 他）
  - 男女7人夏物語（出演：明石家さんま、大竹しのぶ、池上季実子、賀来千香子、奥田瑛二、片岡鶴太郎 他）
  - 痛快!OL通り（出演：沢口靖子 他）
- 金曜ドラマ
  - となりの女
  - 深夜にようこそ
  - 女ともだち
  - 金曜日には花を買って（出演：篠ひろ子 他）
- 土曜9時
  - 花嫁人形は眠らない（出演：田中裕子、小泉今日子 他）
  - 親子ゲーム（出演：長渕剛、志穂美悦子、柴田一幸 他）
  - 一家だんらん物語（出演：三宅裕司 他）※最終作品
- 日曜8時
  - おんな風林火山（出演：鈴木保奈美 他）
- テレビ小説
  - 朝の夢（主演：田中理佐）
  - 夢恋し（主演：南夕子（後の南夕花））
  - 恋とオムレツ（主演：高山典子） ※最終作品

スペシャルドラマ
- 森繁久彌シリーズおやじのヒゲ第1回（出演：森繁久彌、竹脇無我 他）- 10月29日[注 19]
- 3年B組金八先生スペシャル「先生の暴力 生徒の暴力」（出演：武田鉄矢 他）- 12月26日

#### フジテレビ系
- 水曜8時
  - 花嫁衣裳は誰が着る（主演：堀ちえみ）
  - このこ誰の子?（出演：杉浦幸、岡本健一、保坂尚輝）
- 木曜8時
  - な・ま・い・き盛り（主演：中山美穂）※第1回作品
- 木曜劇場
  - 女は男をどう変える
  - ライスカレー（出演：時任三郎、田中邦衛 他）
  - わたしの可愛いひと
  - 時にはいっしょに
- スケバン刑事III 少女忍法帖伝奇（主演：浅香唯、大西結花、中村由真）
- 阪急ドラマシリーズ（関西テレビ）
  - 泳げ!第5コース
- 東海テレビ制作昼の帯ドラマ
  - 愛の嵐
  - あによめ

スペシャルドラマ
- 心はロンリー気持ちは「…」IV（出演：明石家さんま 他） - 9月25日
- 月曜ドラマランド 一休さん（主演：浅香唯） - 11月17日

#### テレビ朝日系
- 金曜9時枠（朝日放送制作）
  - ザ・ハングマンV（出演：山本陽子、秋野太作、佐藤浩市、火野正平 他）
  - 女ふたり捜査官（出演：丘みつ子、樹木希林 他）
- 必殺シリーズ（朝日放送制作）
  - 必殺まっしぐら!（第26作。出演：三田村邦彦、西郷輝彦、秋野暢子、笑福亭鶴瓶 他）
  - 必殺仕事人V・旋風編（第27作。出演：藤田まこと、村上弘明、ひかる一平、出門英、かとうかずこ（後のかとうかず子） 他）
- どうぶつ通り夢ランド
- 京都かるがも病院（主演：高橋英樹）
- ケインとアベル

#### テレビ東京系
- マイアミ・バイス - 海外ドラマ
- 徳川風雲録
- 一休さん・喝!（主演：柳沢慎吾）

### テレビアニメ
放送開始
- チップとデールの大作戦(日本テレビ)[要出典]
- 世界名作劇場 愛少女ポリアンナ物語（フジテレビ）
- ロボタン（第2作）（日本テレビ）
- 宇宙船サジタリウス（テレビ朝日）
- メイプルタウン物語（朝日放送）
- DRAGON BALL（フジテレビ）
- 機動戦士ガンダムΖΖ（名古屋テレビ）
- 魔法のアイドルパステルユーミ（日本テレビ） - 『ぴえろ魔法少女シリーズ』はこれを以って中断。
- めぞん一刻（フジテレビ）
- まんがなるほど物語（TBS）
- 銀牙 -流れ星 銀-（テレビ朝日）
- ワンダービートS（TBS）
- 剛Q超児イッキマン（日本テレビ）
- ウルトラマンキッズのことわざ物語（TBS）
- 青春アニメ全集（日本テレビ）
- 光の伝説（テレビ朝日）
- マシンロボ クロノスの大逆襲（テレビ東京）
- 地上最強のエキスパートチーム G.I.ジョー（テレビ朝日）
- Bugってハニー（日本テレビ）
- ハートカクテル（日本テレビ、深夜）- 当時としては珍しい深夜枠のアニメだった。
- あんみつ姫（フジテレビ）
- ボスコアドベンチャー（よみうりテレビ）
- Oh!ファミリー（テレビ東京）
- オズの魔法使い（テレビ東京）
- 聖闘士星矢（テレビ朝日）
- ドテラマン（日本テレビ）
- ドリモグだぁ!!（日本テレビ）
- がんばれ!キッカーズ（日本テレビ）
- 戦え!超ロボット生命体トランスフォーマー2010（日本テレビ）

枠移動
- 4月 - キン肉マン（日本テレビ）：日曜10時→火曜19時（ゴールデンタイム進出）

### 特撮番組
- 超新星フラッシュマン（テレビ朝日）
  - 出演：垂水藤太、植村喜八郎、石渡康浩、中村容子、吉田真弓、丸山裕子、石塚運昇、清水絋治、中田譲治 他
- 時空戦士スピルバン（テレビ朝日）
  - 出演：渡洋史、澄川真琴、森永奈緒美、水木一郎、伊藤克信、曽我町子、飯塚昭三、西脇美智子、ミッキー・カーチス 他
- もりもりぼっくん（フジテレビ）
  - 出演：坂本千夏、内藤誠也、田山真美子、市川勇、芥川隆行 他

枠移動
- 1月 - 巨獣特捜ジャスピオン（テレビ朝日）：金曜19時30分→月曜19時

### 報道・情報番組
- にっぽん列島ただいま6時（NHK総合）
- NNNライブオンネットワーク（二か国語）（日本テレビ）[7]
- うるとら7:00（日本テレビ）
- ビッグ・ウエンズデー（日本テレビ）[7]
- 美味しいテレビ9トゥ10（日本テレビ）
- ネットワーク JNN（TBS）[7]
- JNNスポーツチャンネル（TBS）
- おはよう!お天気ワイド（TBS）[7]
- FNNモーニングコール（フジテレビ）[7]
- 美味しんぼ倶楽部（フジテレビ）
- 日曜TOP情報（フジテレビ）
- ニュース工場一本勝負!（フジテレビ）[7]
- 黄金世代!（フジテレビ）[7]
- 純ちゃんのごぶサタデー（フジテレビ）
- ヤジウマ新聞（テレビ朝日）[7]
- モーニングファイル（テレビ朝日）[7]
- テーマはおんな（朝日放送）
- 豪華究極ゼミナール（テレビ東京）
- TONでネットワーク（テレビ東京）
- ファッション通信（テレビ東京）
- アタック530（関西テレビ）
- シュートinサタデー（関西テレビ）
- FNN東海テレビモーニングコール（東海テレビ）
- FNN FTVテレポート（福島テレビ）
- KFBニュースレーダー（福島放送）
- NT21ニュースレーダー（新潟テレビ21）
- FNNスーパータイムとやま（富山テレビ）
- FNN石川テレビスーパータイム（石川テレビ）
- NBSモーニングコール（長野放送）
- ひろしまTODAY60（広島テレビ）[7]
- HOMEテレビ夕刊（広島ホームテレビ）
- なんかいNEWS5-30（南海放送）[7]
- KKBニュース6:00（鹿児島放送）

### バラエティ番組
- （新）ごきげん月曜7時半（日本テレビ）
- 8時が来ちゃった!!（鶴瓶の）テレビ大図鑑（日本テレビ）
- 鶴ちゃんのプッツン5（日本テレビ）
- 鶴太郎のテレもんじゃ（日本テレビ）
- 所さんの勝ったも同然!!（日本テレビ）
- いい!!かもしんない（日本テレビ）
- 志村けんの失礼しまぁーす!（日本テレビ）
- 加トちゃんケンちゃんごきげんテレビ（TBS）
- レッツ・ラ・ゴー!（TBS）
- 石坂浩二のスーパーアイ（TBS）
- 痛快なりゆき番組 風雲!たけし城（TBS）
- テレビ探偵団（TBS）
- ドキド欽ちゃんスピリッツ!!（TBS）
- モモコクラブ（2音声多重放送[注 20]）（TBS）
- 欽ドン!お友達テレビ（フジテレビ）
- 欽ドン!ハッケヨーイ笑った!（フジテレビ）
- 夕食ニャンニャン（フジテレビ）- 夕やけニャンニャンの派生番組で、金曜19時枠に放送していた。
- コムサ・DE・とんねるず（フジテレビ）
- 志村けんのバカ殿様（フジテレビ）
- 正義の味方株式会社（フジテレビ）
- 上海紅鯨団が行く（関西テレビ）
- フロッピあ!（関西テレビ）
- Oh!エルくらぶ（テレビ朝日）
- 純ちゃん郁恵の自慢じゃないけど（テレビ朝日）
- みんな気まぐれ日曜日（テレビ朝日）
- 鶴ちゃんのおもいっきりポコポコ（テレビ朝日）
- 鶴太郎の大人によくないテレビ（テレビ朝日）
- 遊びにおいで〜Come on-a my House（テレビ朝日）
- 板東英二のビデオ自慢（朝日放送）
- さんまのゴメンねわがままで（朝日放送）
- 日曜笑劇場 サブシロのTHE・ハタラケ興業（朝日放送）
- ナイトinナイト おっちゃんVSギャル（朝日放送）
- 高橋名人の面白ランド（テレビ東京）
- ここんちプラネッと!（テレビ東京）

### クイズ番組
- どっちDOTCH!（よみうりテレビ）
- クイズ・マネーイズマネー（よみうりテレビ）
- 世界・ふしぎ発見!（TBS）
- 世界No.1クイズ（TBS）
- クイズ三角関係（TBS）
- ゲーム・史上最大の作戦 → 加ト茶の史上最大の作戦!!（TBS）
- 文珍なぞなぞランド（朝日放送）

### 音楽番組
- ヤングスタジオ101（ステレオ）（NHK総合）
- NHK歌謡ステージ（ステレオ）（NHK総合）
- 加山雄三ショー（NHK総合）
- 歌のトップテン（ステレオ）（日本テレビ）
- 歌うゴールデンタイム（日本テレビ）
- ロッテ 歌のアルバムNOW（ステレオ）（TBS）
- Junji&Chikaの歌の新婚愛ランド（毎日放送）
- 全国ジュニア歌謡選抜（毎日放送）
- ザ・サンデー -THE SUNDAY-（フジテレビ）
- ミュージックステーション（ステレオ）（テレビ朝日）

### 教養・ドキュメンタリー番組
- NHK特集 大黄河（NHK総合）
- 国宝への旅（NHK総合）
- トライ&トライ（NHK総合）
- くらしの1分メモ（NHK総合）
- あしたへジャンプ（NHK教育）
- ゆかいなコンサート（NHK教育）
- あんぜんパトロール（NHK教育）
- お子様ニュースネットワーク（TBS）
- 地球浪漫（TBS）
- なんてったって好奇心（フジテレビ）[7]
- 極める〜匠と至芸の世界（テレビ東京）
- 科学スペシャル（テレビ東京）

### 旅・紀行番組
- 日本が知りたい（TBS）[7]
- 女ひとり旅（朝日放送）
- 出会い街角エトランゼ（テレビ東京）
- いい旅・夢気分（テレビ東京）

### トーク番組
- かっぺい&アッコのおかしな二人（日本テレビ）
- SAKAIです〜デザートーク〜（日本テレビ）
- ライオンのわがまましてます50人（テレビ東京）

### 単発特別番組枠
- 新・水曜スペシャル（テレビ朝日）改題
- 土曜スペシャル（テレビ東京）

### 特別番組
- 3月6日 - シャボン玉ホリデー（日本テレビ）[注 21][注 22]
- 7月12日 - 小澤征爾・ボストン交響楽団演奏会[注 7]（ステレオ）（毎日放送）- PCMデジタル録音、世界初のデジタル音声VTRを使った放送。[16][17]
- 10月 - ビートたけしの金太郎飴スペシャル（日本テレビ）
- 12月24日 - メリー・クリスマス・ショー（ステレオ）（日本テレビ）[42]

### 第38回衆議院議員総選挙・第14回参議院議員通常選挙
- NHK総合
  - '86同日選挙・投票終わる（7月6日21:00 - 22:29）[43]
  - 衆議院・参議院選挙開票速報（7月7日8:00 - 8:15）[44]
  - 衆議院・参議院選挙開票速報（7月7日8:15 - 11-:56）[45]
  - 衆議院・参議院選挙開票速報（7月7日12:40 - 16:38）[46]
  - 衆議院・参議院選挙開票速報（7月7日18:00 - 18:30）[47]
  - 参議院選挙開票速報（7月7日22:00 - 22:10）[48]
  - 参議院選挙開票速報（7月7日11:25 - 7月8日1:20）[49]
- 日本テレビ系
  - NNN 衆参同日選開票特別番組[50]
- フジテレビ系
  - ダブルマッチ'86ニャンだって16時間ぶっつづけ開票速報[50]
- テレビ朝日系
  - 久米宏の選挙ステーション[50]
- テレビ東京系
  - 宮尾すすむのハイッ!選挙です[50]

### 既存番組の音声多重化

#### ステレオ放送化
- おかあさんといっしょ（NHK総合）- 4月7日から。[51]

## この年の主なキャンペーン
- 「元気が大好き 4チャンネル」（日本テレビ）
- 「心にいいから、6チャンネル」（TBS、春）
- 「見せる気、まんまん。6チャンネル」（TBS、秋）
- 「しなやか盛り」（フジテレビ、春）
- 「ニャンと、しなやか。夏休みもフジテレビ」（フジテレビ、夏）
- 「8チャンネルはテレビの冒険王です」（フジテレビ、秋）